# Playoffs NBA
Les playoffs NBA (appelés séries éliminatoires au Canada) sont les séries éliminatoires de la National Basketball Association (NBA). Ils sont organisés en quatre tours et regroupent seize équipes, huit de chaque conférence (dans ce format depuis 1984). Les gagnants du premier tour (first round en anglais) accèdent aux demi-finales de conférence (Conference Semifinals en anglais), et les gagnants des demi-finales de conférence parviennent en finales de conférence (Conference Finals en anglais). Ensuite, les champions de chaque conférence se rencontrent lors des finales NBA (NBA Finals en anglais). Chaque série se joue au meilleur des sept matchs, c'est-à-dire que la première équipe qui gagne 4 matchs remporte la série. Toutes les séries sont jouées en format 2-2-1-1-1, depuis la saison 2013-2014.

## Format

### Détermination têtes de série
La NBA a annoncé l'actuel système des séries éliminatoires le 3 août 2006. Après la saison régulière NBA, huit équipes de chaque conférence se qualifient pour les séries éliminatoires et sont classées de une à huit.
L'équipe qui a le meilleur classement dans chacune des trois divisions de chaque conférence est déclarée "champion de division". À partir de Septembre 2015, la NBA change le règlement et ne prend plus en compte le classement par division pour la qualification en play-offs. Les huit équipes qualifiées seront dorénavant les équipes ayant le meilleur bilan (ratio Victoire/Défaite) de leur conférence. Le classement de division ne sert plus qu'à départager en cas d'égalité, un champion de division pourra donc être absent des play-offs.
Dans le cas où deux ou plusieurs équipes sont à égalité au classement, les critères pour départager les équipes sont :
1. Face à face
2. équipe championne de division par rapport à une équipe non championne de division
3. bilan de division (si les équipes sont dans la même division)
4. bilan face aux équipes de la même conférence
5. bilan face aux équipes qualifiées en playoffs situées dans la même conférence
6. bilan face aux équipes qualifiées en playoffs situées dans l'autre conférence
7. différence générale de points (Nombre de points marqués - nombre de points encaissés.

Ces têtes de série sont utilisées pour créer un tableau qui détermine les duels tout au long des séries éliminatoires. Une fois les séries éliminatoires commencées, le tableau est fixé, les équipes ne sont jamais reclassées, contrairement à la LNH où les plus forts clubs restent confrontés aux plus faibles clubs aux stades ultérieurs. Le premier tour des playoffs NBA, ou quarts de finale de conférence, se compose de quatre duels dans chaque conférence basée sur les têtes de série (1-8, 2-7, 3-6 et 4-5). Les quatre gagnants se qualifieront pour le deuxième tour ou demi-finales de conférence, avec un match entre les vainqueurs 1-8 et 4-5 et un match entre les vainqueurs 2-7 et 3-6. Les deux gagnants se qualifient pour le troisième tour ou finale de Conférence. Le gagnant de chaque conférence se qualifie pour les finales NBA.

### Séries éliminatoires
Chaque série de playoffs se déroule au meilleur des 7 matchs, la première équipe à 4 victoires passant au tour suivant. Dans chaque série, l'avantage du terrain est attribué à l'équipe ayant le plus de victoires, quel que soit son classement à l'issue de la saison régulière.
Les séries se déroulent de la manière suivante :
| Match | Equipe recevante     |
| ----- | -------------------- |
| 1     | Meilleur classement  |
| 2     | Meilleur classement  |
| 3     | Moins bon classement |
| 4     | Moins bon classement |
| 5     | Meilleur classement  |
| 6     | Moins bon classement |
| 7     | Meilleur classement  |

### Tableau
|  | 1er tour         | 1er tour | 1er tour |  |  | Demi-finales de Conférence | Demi-finales de Conférence | Demi-finales de Conférence |  |  | Finales de Conférence | Finales de Conférence | Finales de Conférence |  |  | Finales NBA | Finales NBA | Finales NBA |
|  |                  |          |          |  |  |                            |                            |                            |  |  |                       |                       |                       |  |  |             |             |             |
|  | 1                |          |          |  |  |                            |                            |                            |  |  |                       |                       |                       |  |  |             |             |             |
|  | 8                |          |          |  |  |                            |                            |                            |  |  |                       |                       |                       |  |  |             |             |             |
|  |                  |          |          |  |  |                            |                            |                            |  |  |                       |                       |                       |  |  |             |             |             |
|  |                  |          |          |  |  |                            |                            |                            |  |  |                       |                       |                       |  |  |             |             |             |
|  |                  |          |          |  |  |                            |                            |                            |  |  |                       |                       |                       |  |  |             |             |             |
|  | 4                |          |          |  |  |                            |                            |                            |  |  |                       |                       |                       |  |  |             |             |             |
|  |                  |          |          |  |  |                            |                            |                            |  |  |                       |                       |                       |  |  |             |             |             |
|  | 5                |          |          |  |  |                            |                            |                            |  |  |                       |                       |                       |  |  |             |             |             |
|  |                  |          |          |  |  |                            |                            |                            |  |  |                       |                       |                       |  |  |             |             |             |
|  | Conférence Est   |          |          |  |  |                            |                            |                            |  |  |                       |                       |                       |  |  |             |             |             |
|  |                  |          |          |  |  |                            |                            |                            |  |  |                       |                       |                       |  |  |             |             |             |
|  | 3                |          |          |  |  |                            |                            |                            |  |  |                       |                       |                       |  |  |             |             |             |
|  |                  |          |          |  |  |                            |                            |                            |  |  |                       |                       |                       |  |  |             |             |             |
|  | 6                |          |          |  |  |                            |                            |                            |  |  |                       |                       |                       |  |  |             |             |             |
|  |                  |          |          |  |  |                            |                            |                            |  |  |                       |                       |                       |  |  |             |             |             |
|  |                  |          |          |  |  |                            |                            |                            |  |  |                       |                       |                       |  |  |             |             |             |
|  |                  |          |          |  |  |                            |                            |                            |  |  |                       |                       |                       |  |  |             |             |             |
|  | 2                |          |          |  |  |                            |                            |                            |  |  |                       |                       |                       |  |  |             |             |             |
|  |                  |          |          |  |  |                            |                            |                            |  |  |                       |                       |                       |  |  |             |             |             |
|  | 7                |          |          |  |  |                            |                            |                            |  |  |                       |                       |                       |  |  |             |             |             |
|  |                  |          |          |  |  |                            |                            |                            |  |  |                       | E                     |                       |  |  |             |             |             |
|  |                  |          |          |  |  |                            |                            |                            |  |  |                       |                       |                       |  |  |             |             |             |
|  |                  | W        |          |  |  |                            |                            |                            |  |  |                       |                       |                       |  |  |             |             |             |
|  | 1                |          |          |  |  |                            |                            |                            |  |  |                       |                       |                       |  |  |             |             |             |
|  |                  |          |          |  |  |                            |                            |                            |  |  |                       |                       |                       |  |  |             |             |             |
|  | 8                |          |          |  |  |                            |                            |                            |  |  |                       |                       |                       |  |  |             |             |             |
|  |                  |          |          |  |  |                            |                            |                            |  |  |                       |                       |                       |  |  |             |             |             |
|  |                  |          |          |  |  |                            |                            |                            |  |  |                       |                       |                       |  |  |             |             |             |
|  |                  |          |          |  |  |                            |                            |                            |  |  |                       |                       |                       |  |  |             |             |             |
|  | 4                |          |          |  |  |                            |                            |                            |  |  |                       |                       |                       |  |  |             |             |             |
|  |                  |          |          |  |  |                            |                            |                            |  |  |                       |                       |                       |  |  |             |             |             |
|  | 5                |          |          |  |  |                            |                            |                            |  |  |                       |                       |                       |  |  |             |             |             |
|  |                  |          |          |  |  |                            |                            |                            |  |  |                       |                       |                       |  |  |             |             |             |
|  | Conférence Ouest |          |          |  |  |                            |                            |                            |  |  |                       |                       |                       |  |  |             |             |             |
|  |                  |          |          |  |  |                            |                            |                            |  |  |                       |                       |                       |  |  |             |             |             |
|  | 3                |          |          |  |  |                            |                            |                            |  |  |                       |                       |                       |  |  |             |             |             |
|  |                  |          |          |  |  |                            |                            |                            |  |  |                       |                       |                       |  |  |             |             |             |
|  | 6                |          |          |  |  |                            |                            |                            |  |  |                       |                       |                       |  |  |             |             |             |
|  |                  |          |          |  |  |                            |                            |                            |  |  |                       |                       |                       |  |  |             |             |             |
|  |                  |          |          |  |  |                            |                            |                            |  |  |                       |                       |                       |  |  |             |             |             |
|  |                  |          |          |  |  |                            |                            |                            |  |  |                       |                       |                       |  |  |             |             |             |
|  | 2                |          |          |  |  |                            |                            |                            |  |  |                       |                       |                       |  |  |             |             |             |
|  |                  |          |          |  |  |                            |                            |                            |  |  |                       |                       |                       |  |  |             |             |             |
|  | 7                |          |          |  |  |                            |                            |                            |  |  |                       |                       |                       |  |  |             |             |             |

## Historique
Dès la première saison 1947, de la National Basketball Association (NBA) (appelée la Basketball Association of America (BAA) jusqu'à la fusion avec la National Basketball League (NBL) en 1949), les trois meilleures équipes de la division Est et Ouest ont été invités à participer aux séries éliminatoires. Les deux champions de division ont joué une série au meilleur des sept matchs en demi-finale de la phase finale. Les quatre autres équipes ont joué deux tours au meilleur des trois matchs pour affronter le vainqueur de la demi-finale. Cette année-là, les Warriors de Philadelphie ont vaincu les Stags de Chicago quatre victoires  à une dans le premier championnat BAA.
Dans les playoffs 1949, une équipe supplémentaire de chaque division a été ajouté, ce qui élimine les exemptions, et deux séries au meilleur des trois matchs ont été joués, suivie d'un championnat au meilleur des sept matchs. En 1950, les Lakers de Minneapolis sont devenus les premiers champions de la NBA nouvellement constituée, faisant tomber les Nationals de Syracuse en six matchs.

### Chronologie
- 1947 et 1948. Les éliminatoires ont été instituées avec un tournoi en trois étapes, semblable aux éliminatoires de la Coupe Stanley des années 1930, les deux premières équipes qualifiées placées directement aux demi-finales, où elles ont joué les unes les autres dans une série au meilleur des 7 matchs. Les équipes terminant deuxième et troisième qualifiées pour les quarts de finale au meilleur des trois matchs, où les deux équipes la deuxième place ont été jumelées en un seul quart de finale, tout comme les deux équipes classées troisièmes. Les deux vainqueurs des quarts de finale ont joué les uns contre les autres dans les autres demi-finales, cependant, la deuxième demi-finale était seulement une série au meilleur des trois matchs. Les deux vainqueurs des demi-finales ont joué les uns contre les autres en Finales de la Basketball Association of America (BAA) au meilleur des sept matchs.

|  | Quarts de finale au meilleur des 3 matchs | Quarts de finale au meilleur des 3 matchs | Quarts de finale au meilleur des 3 matchs |                     |    | Demi-finales Une au meilleur des 3 matchs l'autre au meilleur des 7 matchs | Demi-finales Une au meilleur des 3 matchs l'autre au meilleur des 7 matchs | Demi-finales Une au meilleur des 3 matchs l'autre au meilleur des 7 matchs |  |  | Finales BAA au meilleur des 7 matchs | Finales BAA au meilleur des 7 matchs | Finales BAA au meilleur des 7 matchs |
|  |                                           |                                           |                                           |                     |    |                                                                            |                                                                            |                                                                            |  |  |                                      |                                      |                                      |
|  | E2                                        | Warriors de Philadelphie                  | 2                                         |                     |    |                                                                            |                                                                            |                                                                            |  |  |                                      |                                      |                                      |
|  | O2                                        | Saint Louis Bombers                       | 1                                         |                     |    |                                                                            |                                                                            |                                                                            |  |  |                                      |                                      |                                      |
|  | O2                                        | Saint Louis Bombers                       | 1                                         |                     | E2 | Warriors de Philadelphie                                                   | 2                                                                          |                                                                            |  |  |                                      |                                      |                                      |
|  |                                           |                                           |                                           |                     | E2 | Warriors de Philadelphie                                                   | 2                                                                          |                                                                            |  |  |                                      |                                      |                                      |
|  |                                           |                                           | E3                                        | Knicks de New York  | 0  |                                                                            |                                                                            |                                                                            |  |  |                                      |                                      |                                      |
|  | E3                                        | Knicks de New York                        | E3                                        | Knicks de New York  | 0  | 2                                                                          |                                                                            |                                                                            |  |  |                                      |                                      |                                      |
|  | E3                                        | Knicks de New York                        |                                           |                     |    | 2                                                                          |                                                                            |                                                                            |  |  |                                      |                                      |                                      |
|  | O3                                        | Cleveland Rebels                          | 1                                         |                     |    |                                                                            |                                                                            |                                                                            |  |  |                                      |                                      |                                      |
|  |                                           |                                           |                                           |                     |    |                                                                            |                                                                            |                                                                            |  |  | E2                                   | Warriors de Philadelphie             | 4                                    |
|  |                                           |                                           | O1                                        | Stags de Chicago    | 1  |                                                                            |                                                                            |                                                                            |  |  |                                      |                                      |                                      |
|  |                                           |                                           |                                           |                     |    |                                                                            |                                                                            |                                                                            |  |  |                                      |                                      |                                      |
|  |                                           |                                           |                                           |                     |    |                                                                            |                                                                            |                                                                            |  |  |                                      |                                      |                                      |
|  |                                           | O1                                        | Stags de Chicago                          | 4                   |    |                                                                            |                                                                            |                                                                            |  |  |                                      |                                      |                                      |
|  |                                           |                                           |                                           | 4                   |    |                                                                            |                                                                            |                                                                            |  |  |                                      |                                      |                                      |
|  |                                           |                                           | E1                                        | Washington Capitols | 2  |                                                                            |                                                                            |                                                                            |  |  |                                      |                                      |                                      |
|  |                                           |                                           | E1                                        | Washington Capitols | 2  |                                                                            |                                                                            |                                                                            |  |  |                                      |                                      |                                      |
|  |                                           |                                           |                                           |                     |    |                                                                            |                                                                            |                                                                            |  |  |                                      |                                      |                                      |

- 1949 : les séries éliminatoires ont été étendues à huit équipes, les quatre meilleures équipes de chacune des deux divisions étant qualifiées. Les quarts de finale et les demi-finales ont été renommés demi-finales et finales de division et les deux tours ont été joués au meilleur des trois matchs. Les finales au meilleur des sept matchs sont restées inchangées.

|  | Demi-finales de Division au meilleur des 3 matchs | Demi-finales de Division au meilleur des 3 matchs | Demi-finales de Division au meilleur des 3 matchs |                     |   | Finales de Division au meilleur des 3 matchs | Finales de Division au meilleur des 3 matchs | Finales de Division au meilleur des 3 matchs |  |  | Finales BAA au meilleur des 7 matchs | Finales BAA au meilleur des 7 matchs | Finales BAA au meilleur des 7 matchs |
|  |                                                   |                                                   |                                                   |                     |   |                                              |                                              |                                              |  |  |                                      |                                      |                                      |
|  | 1                                                 | Washington Capitols                               | 2                                                 |                     |   |                                              |                                              |                                              |  |  |                                      |                                      |                                      |
|  | 4                                                 | Warriors de Philadelphie                          | 0                                                 |                     |   |                                              |                                              |                                              |  |  |                                      |                                      |                                      |
|  | 4                                                 | Warriors de Philadelphie                          | 0                                                 |                     | 1 | Washington Capitols                          | 2                                            |                                              |  |  |                                      |                                      |                                      |
|  | Division Est                                      |                                                   |                                                   |                     | 1 | Washington Capitols                          | 2                                            |                                              |  |  |                                      |                                      |                                      |
|  |                                                   |                                                   | 2                                                 | Knicks de New York  | 1 |                                              |                                              |                                              |  |  |                                      |                                      |                                      |
|  | 2                                                 | Knicks de New York                                | 2                                                 | Knicks de New York  | 1 | 2                                            |                                              |                                              |  |  |                                      |                                      |                                      |
|  | 2                                                 | Knicks de New York                                |                                                   |                     |   | 2                                            |                                              |                                              |  |  |                                      |                                      |                                      |
|  | 3                                                 | Bullets de Baltimore                              | 1                                                 |                     |   |                                              |                                              |                                              |  |  |                                      |                                      |                                      |
|  |                                                   |                                                   |                                                   |                     |   |                                              |                                              |                                              |  |  | O2                                   | Lakers de Minneapolis                | 4                                    |
|  |                                                   |                                                   | E1                                                | Washington Capitols | 2 |                                              |                                              |                                              |  |  |                                      |                                      |                                      |
|  | 1                                                 | Royals de Rochester                               | 2                                                 |                     |   |                                              |                                              |                                              |  |  |                                      |                                      |                                      |
|  | 4                                                 | Saint Louis Bombers                               | 0                                                 |                     |   |                                              |                                              |                                              |  |  |                                      |                                      |                                      |
|  | 4                                                 | Saint Louis Bombers                               | 0                                                 |                     | 2 | Lakers de Minneapolis                        | 2                                            |                                              |  |  |                                      |                                      |                                      |
|  | Division Ouest                                    |                                                   |                                                   |                     | 2 | Lakers de Minneapolis                        | 2                                            |                                              |  |  |                                      |                                      |                                      |
|  |                                                   |                                                   | 1                                                 | Royals de Rochester | 0 |                                              |                                              |                                              |  |  |                                      |                                      |                                      |
|  | 2                                                 | Lakers de Minneapolis                             | 1                                                 | Royals de Rochester | 0 | 2                                            |                                              |                                              |  |  |                                      |                                      |                                      |
|  | 2                                                 | Lakers de Minneapolis                             |                                                   |                     |   | 2                                            |                                              |                                              |  |  |                                      |                                      |                                      |
|  | 3                                                 | Stags de Chicago                                  | 0                                                 |                     |   |                                              |                                              |                                              |  |  |                                      |                                      |                                      |

- 1950 : La BAA a été rebaptisée la National Basketball Association (NBA). Avec une configuration à trois divisions (Est, Centrale et Ouest), 12 équipes sont désormais qualifiées pour les séries éliminatoires, les quatre meilleures équipes de chaque division disputent demi-finales et finales de division au meilleur des trois matchs. Parmi les trois vainqueurs de ces finales de division, celui qui a le meilleur bilan en saison régulière est directement qualifié pour les finales NBA, les deux autres disputant une série appelée demi-finales NBA au meilleur des trois matchs. La série finale se dispute en sept matchs.

|  | Demi-finales de Division               | Demi-finales de Division | Demi-finales de Division |                       |                          | Finales de Division      | Finales de Division | Finales de Division |  |    | Demi-finales NBA      | Demi-finales NBA | Demi-finales NBA |  |    | Finales NBA           | Finales NBA | Finales NBA |
|  |                                        |                          |                          |                       |                          |                          |                     |                     |  |    |                       |                  |                  |  |    |                       |             |             |
|  | C3                                     | Pistons de Fort Wayne    | 2                        |                       |                          |                          |                     |                     |  |    |                       |                  |                  |  |    |                       |             |             |
|  | C2                                     | Royals de Rochester      | 0                        |                       |                          |                          |                     |                     |  |    |                       |                  |                  |  |    |                       |             |             |
|  | C2                                     | Royals de Rochester      | 0                        |                       | C3                       | Pistons de Fort Wayne    | 0                   |                     |  |    |                       |                  |                  |  |    |                       |             |             |
|  |                                        |                          |                          |                       | C3                       | Pistons de Fort Wayne    | 0                   |                     |  |    |                       |                  |                  |  |    |                       |             |             |
|  |                                        |                          | C1                       | Lakers de Minneapolis | 2                        |                          |                     |                     |  |    |                       |                  |                  |  |    |                       |             |             |
|  | C1                                     | Lakers de Minneapolis    | C1                       | Lakers de Minneapolis | 2                        | 2                        |                     |                     |  |    |                       |                  |                  |  |    |                       |             |             |
|  | C1                                     | Lakers de Minneapolis    |                          |                       |                          | 2                        |                     |                     |  |    |                       |                  |                  |  |    |                       |             |             |
|  | C4                                     | Stags de Chicago         | 0                        |                       |                          |                          |                     |                     |  |    |                       |                  |                  |  |    |                       |             |             |
|  | C4                                     | Stags de Chicago         | 0                        |                       |                          |                          |                     |                     |  | C1 | Lakers de Minneapolis | 2                |                  |  |    |                       |             |             |
|  | ↑ Division Centrale / ↓ Division Ouest |                          |                          |                       |                          |                          |                     |                     |  | C1 | Lakers de Minneapolis | 2                |                  |  |    |                       |             |             |
|  |                                        | W2                       | Packers d'Anderson       | 0                     |                          |                          |                     |                     |  |    |                       |                  |                  |  |    |                       |             |             |
|  | W1                                     | W2                       | Packers d'Anderson       | 0                     | Olympians d'Indianapolis | 2                        |                     |                     |  |    |                       |                  |                  |  |    |                       |             |             |
|  | W1                                     |                          |                          |                       | Olympians d'Indianapolis | 2                        |                     |                     |  |    |                       |                  |                  |  |    |                       |             |             |
|  | W4                                     | Redskins de Sheboygan    | 1                        |                       |                          |                          |                     |                     |  |    |                       |                  |                  |  |    |                       |             |             |
|  | W4                                     | Redskins de Sheboygan    | 1                        |                       | W1                       | Olympians d'Indianapolis | 1                   |                     |  |    |                       |                  |                  |  |    |                       |             |             |
|  |                                        |                          |                          |                       | W1                       | Olympians d'Indianapolis | 1                   |                     |  |    |                       |                  |                  |  |    |                       |             |             |
|  |                                        |                          | W2                       | Packers d'Anderson    | 2                        |                          |                     |                     |  |    |                       |                  |                  |  |    |                       |             |             |
|  | W2                                     | Packers d'Anderson       | W2                       | Packers d'Anderson    | 2                        | 2                        |                     |                     |  |    |                       |                  |                  |  |    |                       |             |             |
|  | W2                                     | Packers d'Anderson       |                          |                       |                          | 2                        |                     |                     |  |    |                       |                  |                  |  |    |                       |             |             |
|  | W3                                     | Blackhawks de Tri-Cities | 1                        |                       |                          |                          |                     |                     |  |    |                       |                  |                  |  |    |                       |             |             |
|  | W3                                     | Blackhawks de Tri-Cities | 1                        |                       |                          |                          |                     |                     |  |    |                       |                  |                  |  | C1 | Lakers de Minneapolis | 4           |             |
|  |                                        |                          |                          |                       |                          |                          |                     |                     |  |    |                       |                  |                  |  | C1 | Lakers de Minneapolis | 4           |             |
|  |                                        | E1                       | Nationals de Syracuse    | 2                     |                          |                          |                     |                     |  |    |                       |                  |                  |  |    |                       |             |             |
|  | E1                                     | E1                       | Nationals de Syracuse    | 2                     | Nationals de Syracuse    | 2                        |                     |                     |  |    |                       |                  |                  |  |    |                       |             |             |
|  | E1                                     |                          |                          |                       | Nationals de Syracuse    | 2                        |                     |                     |  |    |                       |                  |                  |  |    |                       |             |             |
|  | E4                                     | Warriors de Philadelphie | 0                        |                       |                          |                          |                     |                     |  |    |                       |                  |                  |  |    |                       |             |             |
|  | E4                                     | Warriors de Philadelphie | 0                        |                       | E2                       | Knicks de New York       | 1                   |                     |  |    |                       |                  |                  |  |    |                       |             |             |
|  |                                        |                          |                          |                       | E2                       | Knicks de New York       | 1                   |                     |  |    |                       |                  |                  |  |    |                       |             |             |
|  |                                        |                          | E1                       | Nationals de Syracuse | 2                        |                          |                     |                     |  |    |                       |                  |                  |  |    |                       |             |             |
|  | E2                                     | Knicks de New York       | E1                       | Nationals de Syracuse | 2                        | 2                        |                     |                     |  |    |                       |                  |                  |  |    |                       |             |             |
|  | E2                                     | Knicks de New York       |                          |                       |                          | 2                        |                     |                     |  |    |                       |                  |                  |  |    |                       |             |             |
|  | E3                                     | Capitols de Washington   | 0                        |                       |                          |                          |                     |                     |  |    |                       |                  |                  |  |    |                       |             |             |
|  | E3                                     | Capitols de Washington   | 0                        |                       |                          |                          |                     |                     |  | E1 | Nationals de Syracuse |                  |                  |  |    |                       |             |             |
|  | Division Est                           |                          |                          |                       |                          |                          |                     |                     |  | E1 | Nationals de Syracuse |                  |                  |  |    |                       |             |             |
|  |                                        |                          | Bye                      |                       |                          |                          |                     |                     |  |    |                       |                  |                  |  |    |                       |             |             |

- 1951 : la NBA décide de revenir à une configuration à deux divisions, les demi-finales de la Division sont revenues à leur format original de 1949, avec seulement huit équipes qualifiées. Les finales de la Division se jouent dorénavant au meilleur des cinq matchs.

|  | Demi-finales de Division au meilleur des 3 matchs | Demi-finales de Division au meilleur des 3 matchs | Demi-finales de Division au meilleur des 3 matchs |                       |   | Finales de Division au meilleur des 5 matchs | Finales de Division au meilleur des 5 matchs | Finales de Division au meilleur des 5 matchs |  |  | Finales NBA au meilleur des 7 matchs | Finales NBA au meilleur des 7 matchs | Finales NBA au meilleur des 7 matchs |
|  |                                                   |                                                   |                                                   |                       |   |                                              |                                              |                                              |  |  |                                      |                                      |                                      |
|  | 4                                                 | Nationals de Syracuse                             | 2                                                 |                       |   |                                              |                                              |                                              |  |  |                                      |                                      |                                      |
|  | 1                                                 | Warriors de Philadelphie                          | 0                                                 |                       |   |                                              |                                              |                                              |  |  |                                      |                                      |                                      |
|  | 1                                                 | Warriors de Philadelphie                          | 0                                                 |                       | 3 | Knicks de New York                           | 3                                            |                                              |  |  |                                      |                                      |                                      |
|  | Division Est                                      |                                                   |                                                   |                       | 3 | Knicks de New York                           | 3                                            |                                              |  |  |                                      |                                      |                                      |
|  |                                                   |                                                   | 4                                                 | Nationals de Syracuse | 2 |                                              |                                              |                                              |  |  |                                      |                                      |                                      |
|  | 2                                                 | Knicks de New York                                | 4                                                 | Nationals de Syracuse | 2 | 2                                            |                                              |                                              |  |  |                                      |                                      |                                      |
|  | 2                                                 | Knicks de New York                                |                                                   |                       |   | 2                                            |                                              |                                              |  |  |                                      |                                      |                                      |
|  | 3                                                 | Celtics de Boston                                 | 0                                                 |                       |   |                                              |                                              |                                              |  |  |                                      |                                      |                                      |
|  |                                                   |                                                   |                                                   |                       |   |                                              |                                              |                                              |  |  | E3                                   | Knicks de New York                   | 3                                    |
|  |                                                   |                                                   | O2                                                | Royals de Rochester   | 4 |                                              |                                              |                                              |  |  |                                      |                                      |                                      |
|  | 1                                                 | Lakers de Minneapolis                             | 2                                                 |                       |   |                                              |                                              |                                              |  |  |                                      |                                      |                                      |
|  | 4                                                 | Olympians d'Indianapolis                          | 1                                                 |                       |   |                                              |                                              |                                              |  |  |                                      |                                      |                                      |
|  | 4                                                 | Olympians d'Indianapolis                          | 1                                                 |                       | 2 | Royals de Rochester                          | 3                                            |                                              |  |  |                                      |                                      |                                      |
|  | Division Ouest                                    |                                                   |                                                   |                       | 2 | Royals de Rochester                          | 3                                            |                                              |  |  |                                      |                                      |                                      |
|  |                                                   |                                                   | 1                                                 | Lakers de Minneapolis | 1 |                                              |                                              |                                              |  |  |                                      |                                      |                                      |
|  | 2                                                 | Royals de Rochester                               | 1                                                 | Lakers de Minneapolis | 1 | 2                                            |                                              |                                              |  |  |                                      |                                      |                                      |
|  | 2                                                 | Royals de Rochester                               |                                                   |                       |   | 2                                            |                                              |                                              |  |  |                                      |                                      |                                      |
|  | 3                                                 | Pistons de Fort Wayne                             | 1                                                 |                       |   |                                              |                                              |                                              |  |  |                                      |                                      |                                      |

- 1954 : Le nombre d'équipes en séries éliminatoires est réduit à six. Les demi-finales de Division changent pour un format avec une phase de poule au sein de chaque division. Les trois meilleures équipes de chaque division sont alors qualifiées. Après les matchs du tour préliminaire, les deux premières équipes se qualifient pour les finales de division au meilleur des trois matchs. Les finales NBA restent au meilleur des sept matchs.

|  |                |                       |                |    |                       |                     |                       |                       |     |  |             |             |             |
|  | Phase de poule | Phase de poule        | Phase de poule |    |                       | Finales de Division | Finales de Division   | Finales de Division   |     |  | Finales NBA | Finales NBA | Finales NBA |
|  | Phase de poule | Phase de poule        | Phase de poule |    |                       | Finales de Division | Finales de Division   | Finales de Division   |     |  | Finales NBA | Finales NBA | Finales NBA |
|  |                |                       |                |    |                       |                     |                       |                       |     |  |             |             |             |
|  | Division Est   |                       |                |    |                       |                     |                       |                       |     |  |             |             |             |
|  | E1             | Knicks de New York    | 0–4            |    |                       |                     |                       |                       |     |  |             |             |             |
|  | E1             | Knicks de New York    | 0–4            | E1 | Nationals de Syracuse | 2                   |                       |                       |     |  |             |             |             |
|  | E2             | Celtics de Boston     | 2–2            | E1 | Nationals de Syracuse | 2                   |                       |                       |     |  |             |             |             |
|  | E2             | Celtics de Boston     | 2–2            | E2 | Celtics de Boston     | 0                   |                       |                       |     |  |             |             |             |
|  | E3             | Nationals de Syracuse | 4–0            | E2 | Celtics de Boston     | 0                   |                       |                       |     |  |             |             |             |
|  | E3             | Nationals de Syracuse | 4–0            |    |                       |                     | E1                    | Nationals de Syracuse | 3   |  |             |             |             |
|  |                |                       |                |    |                       |                     | E1                    | Nationals de Syracuse | 3   |  |             |             |             |
|  | Division Ouest | Division Ouest        | Division Ouest |    |                       | O1                  | Lakers de Minneapolis | 4                     |     |  |             |             |             |
|  | Division Ouest | Division Ouest        | Division Ouest | O1 | Lakers de Minneapolis | O1                  | Lakers de Minneapolis | 4                     | 3–0 |  |             |             |             |
|  | O1             | Lakers de Minneapolis | 2              | O1 | Lakers de Minneapolis |                     |                       |                       | 3–0 |  |             |             |             |
|  | O1             | Lakers de Minneapolis | 2              | O2 | Royals de Rochester   | 2–1                 |                       |                       |     |  |             |             |             |
|  | O2             | Royals de Rochester   | 1              | O2 | Royals de Rochester   | 2–1                 |                       |                       |     |  |             |             |             |
|  | O2             | Royals de Rochester   | 1              | O3 | Pistons de Fort Wayne | 0–4                 |                       |                       |     |  |             |             |             |
|  |                |                       |                |    |                       | 0–4                 |                       |                       |     |  |             |             |             |

- 1955 : Le nombre d'équipes en séries éliminatoires reste à six, cependant, le format de phase de poule est abandonné après un an. Les équipes premières au classement sont directement qualifiées pour les finales de division en cinq matchs. Les équipes classées deuxième et troisième jouent les demi-finales de division en trois matchs.

- 1958 : Les finales de la Division sont jouées au meilleur des sept matchs (au lieu de 5).

- 1961 : Les demi-finales de la Division sont jouées au meilleur des cinq matchs (au lieu de 3).

|  | Demi-finales de Division au meilleur des 3 matchs (1955-1960) au meilleur des 5 matchs (1961-1966) | Demi-finales de Division au meilleur des 3 matchs (1955-1960) au meilleur des 5 matchs (1961-1966) | Demi-finales de Division au meilleur des 3 matchs (1955-1960) au meilleur des 5 matchs (1961-1966) |  |  | Finales de Division au meilleur des 5 matchs (1955-1957) au meilleur des 7 matchs (1958-1966) | Finales de Division au meilleur des 5 matchs (1955-1957) au meilleur des 7 matchs (1958-1966) | Finales de Division au meilleur des 5 matchs (1955-1957) au meilleur des 7 matchs (1958-1966) |  |  | Finales NBA au meilleur des 7 matchs | Finales NBA au meilleur des 7 matchs | Finales NBA au meilleur des 7 matchs |
|  | | | |  |  |                                                                                               |                                                                                               |                                                                                               |  |  |                                      |                                      |                                      |
|  | | | |  |  |                                                                                               |                                                                                               |                                                                                               |  |  |                                      |                                      |                                      |
|  | | 1                                                                                                  | Premier Est                                                                                        |  |  |                                                                                               |                                                                                               |                                                                                               |  |  |                                      |                                      |                                      |
|  | Division Est                                                                                       | 1                                                                                                  | Premier Est                                                                                        |  |  |                                                                                               |                                                                                               |                                                                                               |  |  |                                      |                                      |                                      |
|  | | | |  |  |                                                                                               |                                                                                               |                                                                                               |  |  |                                      |                                      |                                      |
|  | 3                                                                                                  | Troisième Est                                                                                      | |  |  |                                                                                               |                                                                                               |                                                                                               |  |  |                                      |                                      |                                      |
|  | 3                                                                                                  | Troisième Est                                                                                      | |  |  |                                                                                               |                                                                                               |                                                                                               |  |  |                                      |                                      |                                      |
|  | 2                                                                                                  | Second Est                                                                                         | |  |  |                                                                                               |                                                                                               |                                                                                               |  |  |                                      |                                      |                                      |
|  | | | |  |  |                                                                                               |                                                                                               |                                                                                               |  |  | E                                    |                                      |                                      |
|  | | | O                                                                                                  |  |  |                                                                                               |                                                                                               |                                                                                               |  |  |                                      |                                      |                                      |
|  | | | |  |  |                                                                                               |                                                                                               |                                                                                               |  |  |                                      |                                      |                                      |
|  | | | |  |  |                                                                                               |                                                                                               |                                                                                               |  |  |                                      |                                      |                                      |
|  | | 1                                                                                                  | Premier Ouest                                                                                      |  |  |                                                                                               |                                                                                               |                                                                                               |  |  |                                      |                                      |                                      |
|  | Division Ouest                                                                                     | 1                                                                                                  | Premier Ouest                                                                                      |  |  |                                                                                               |                                                                                               |                                                                                               |  |  |                                      |                                      |                                      |
|  | | | |  |  |                                                                                               |                                                                                               |                                                                                               |  |  |                                      |                                      |                                      |
|  | 3                                                                                                  | Troisième Ouest                                                                                    | |  |  |                                                                                               |                                                                                               |                                                                                               |  |  |                                      |                                      |                                      |
|  | 3                                                                                                  | Troisième Ouest                                                                                    | |  |  |                                                                                               |                                                                                               |                                                                                               |  |  |                                      |                                      |                                      |
|  | 2                                                                                                  | Second Est                                                                                         | |  |  |                                                                                               |                                                                                               |                                                                                               |  |  |                                      |                                      |                                      |

- 1967 : Le nombre d'équipes qualifiées est de nouveau porté à huit. Les demi-finales de division incluent maintenant le meilleur quatrième. Les demi-finales se jouent au meilleur des 5 matchs.

- 1968 : Les demi-finales se jouent au meilleur des 5 matchs.

|  | Demi-finales de Division au meilleur des 5 matchs (1967) au meilleur des 7 matchs (1968-1970) | Demi-finales de Division au meilleur des 5 matchs (1967) au meilleur des 7 matchs (1968-1970) | Demi-finales de Division au meilleur des 5 matchs (1967) au meilleur des 7 matchs (1968-1970) |  |  | Finales de Division au meilleur des 7 matchs | Finales de Division au meilleur des 7 matchs | Finales de Division au meilleur des 7 matchs |  |  | Finales NBA au meilleur des 7 matchs | Finales NBA au meilleur des 7 matchs | Finales NBA au meilleur des 7 matchs |
|  |                                                                                               |                                                                                               |                                                                                               |  |  |                                              |                                              |                                              |  |  |                                      |                                      |                                      |
|  | E1                                                                                            | Premier                                                                                       |                                                                                               |  |  |                                              |                                              |                                              |  |  |                                      |                                      |                                      |
|  | E4                                                                                            | Quatrième                                                                                     |                                                                                               |  |  |                                              |                                              |                                              |  |  |                                      |                                      |                                      |
|  | E4                                                                                            | Quatrième                                                                                     |                                                                                               |  |  |                                              |                                              |                                              |  |  |                                      |                                      |                                      |
|  | Division Est                                                                                  |                                                                                               |                                                                                               |  |  |                                              |                                              |                                              |  |  |                                      |                                      |                                      |
|  |                                                                                               |                                                                                               |                                                                                               |  |  |                                              |                                              |                                              |  |  |                                      |                                      |                                      |
|  | E2                                                                                            | Deuxième                                                                                      |                                                                                               |  |  |                                              |                                              |                                              |  |  |                                      |                                      |                                      |
|  | E2                                                                                            | Deuxième                                                                                      |                                                                                               |  |  |                                              |                                              |                                              |  |  |                                      |                                      |                                      |
|  | E3                                                                                            | Troisième                                                                                     |                                                                                               |  |  |                                              |                                              |                                              |  |  |                                      |                                      |                                      |
|  |                                                                                               |                                                                                               |                                                                                               |  |  |                                              |                                              |                                              |  |  | E                                    |                                      |                                      |
|  |                                                                                               |                                                                                               | O                                                                                             |  |  |                                              |                                              |                                              |  |  |                                      |                                      |                                      |
|  | W1                                                                                            | Premier                                                                                       |                                                                                               |  |  |                                              |                                              |                                              |  |  |                                      |                                      |                                      |
|  | W4                                                                                            | Quatrième                                                                                     |                                                                                               |  |  |                                              |                                              |                                              |  |  |                                      |                                      |                                      |
|  | W4                                                                                            | Quatrième                                                                                     |                                                                                               |  |  |                                              |                                              |                                              |  |  |                                      |                                      |                                      |
|  | Division Ouest                                                                                |                                                                                               |                                                                                               |  |  |                                              |                                              |                                              |  |  |                                      |                                      |                                      |
|  |                                                                                               |                                                                                               |                                                                                               |  |  |                                              |                                              |                                              |  |  |                                      |                                      |                                      |
|  | W2                                                                                            | Deuxième                                                                                      |                                                                                               |  |  |                                              |                                              |                                              |  |  |                                      |                                      |                                      |
|  | W2                                                                                            | Deuxième                                                                                      |                                                                                               |  |  |                                              |                                              |                                              |  |  |                                      |                                      |                                      |
|  | W3                                                                                            | Troisième                                                                                     |                                                                                               |  |  |                                              |                                              |                                              |  |  |                                      |                                      |                                      |

## Statistiques et records
- À six reprises seulement le huitième d'une conférence a battu le premier.
  - En 1994, les Nuggets de Denver éliminent les SuperSonics de Seattle 3-2.
  - En 1999, les Knicks de New York éliminent le Heat de Miami 3-2.
  - En 2007, les Warriors de Golden State battent les Mavericks de Dallas  4-2 (format en sept matchs).
  - En 2011, les Grizzlies de Memphis battent les Spurs de San Antonio 4-2.
  - En 2012, les 76ers de Philadelphie battent les Bulls de Chicago 4-2.
  - En 2023, le Heat de Miami bat les Bucks de Milwaukee 4-1 (Heat qualifié via un Play-in).

- Les Knicks de New York (1999) et le Heat de Miami (2023), sont les seules franchises à ce jour classée huitième à atteindre les finales NBA.

- Les Lakers de Minneapolis en 1959, et les Rockets de Houston en 1981 sont les seules franchises avec un bilan de saison régulière négatif (33-39 et 40-42, respectivement) à atteindre les finales NBA. L'autre finaliste de la Conférence Ouest en 1981 face aux Rockets de Houston, les Kings de Kansas City, avait aussi un bilan négatif de 40-42.

- Les 76ers de Philadelphie sont champions lors des playoffs 1983 (format 7-7-7). Ils établissent le record du meilleur bilan en playoffs avec un bilan de 12 victoires pour 1 seule défaite (3e match des finales de conférence face à Milwaukee).

- Les Los Angeles Lakers sont champions lors des playoffs 2001 (format 5-7-7-7). Ils établissent le record du meilleur bilan en playoffs avec un bilan de 15 victoires pour 1 seule défaite (1er match des finales NBA face à Philadelphie).

- Les Warriors de Golden State sont champions lors des playoffs 2017 (format 7-7-7-7). Ils établissent le record du meilleur bilan en playoffs avec un bilan de 16 victoires pour 1 seule défaite (3e match des finales NBA face à  Cleveland) et un record du nombre de victoires consécutives en playoffs avec 15.

## Pour approfondir
- NBA
- Conférence Ouest de la NBA
- Conférence Est de la NBA